# Tapacul de Nariño
El tapacul de Nariño (Scytalopus vicinior) és una espècie d'ocell de la família dels rinocríptids (Rhinocryptidae).

## Hàbitat i distribució
Habita el sotabosc dels boscos de muntanya, pel vessant occidental dels Andes, des de Colòmbia fins al centre de l'Equador.